# Xenotrichini
Los Xenotrichini o monos de las Antillas son una tribu de primates extintos, que vivieron en las Antillas Mayores tan recientemente como en el siglo XVI d. C.
Estas islas del Caribe ya no poseen primates endémicos, aunque la especie más recientemente descubierta, el Antillothrix, se ha reportado que debió de vivir en La Española hasta el establecimiento de los europeos. La relación de estas especies está apoyada por detalles en la conformación del cráneo y la mandíbula inferior, como la reducción en el número de dientes.
El tiempo exacto y las causas de su extinción no son bien conocidas y su relación y situación en el parvorden de los monos del Nuevo Mundo son inciertos. Originalmente se pensaba que estaban cercanamente relacionados con los monos nocturnos, pero la investigación más reciente los ha situado en la subfamilia Callicebinae, que contiene a los monos tití.
Hasta ahora, se conocen cinco especies de monos antillanos:
- Xenothrix mcgregori: el tipo más antiguo conocido, de Jamaica.
- Paralouatta (P. varonai y P. marianae), los mayores representantes de este grupo, de Cuba.
- Antillothrix bernensis, hallado en Haití y en la República Dominicana.
- Insulacebus toussaintiana, encontrado en Haití.